# Idaea ocnera
Idaea ocnera là một loài bướm đêm trong họ Geometridae.